# Jean-Pierre Vigier (Eishockeyspieler)
Jean-Pierre „J. P.“ Vigier (* 11. September 1976 in Notre Dame de Lourdes, Manitoba) ist ein ehemaliger kanadischer Eishockeyspieler, der im Verlauf seiner aktiven Karriere zwischen 1996 und 2012 unter anderem 213 Spiele für die Atlanta Thrashers in der National Hockey League (NHL) auf der Position des rechten Flügelstürmers bestritten hat. Darüber hinaus verbrachte Vigier insgesamt fünf Spielzeiten in der Schweizer National League A (NLA), wo er im Jahr 2010 mit dem SC Bern die Schweizer Meisterschaft gewann.

## Karriere
Jean-Pierre Vigier begann seine aktive Laufbahn im Eishockeyteam der Northern Michigan University, für die er von 1996 bis 2000 in der National Collegiate Athletic Association (NCAA) aktiv war. Anschließend unterzeichnete Vigier als Free Agent bei den Atlanta Thrashers aus der National Hockey League (NHL). In der Saison 1999/2000 sammelte der Angreifer bei den Orlando Solar Bears in der International Hockey League (IHL) erste Erfahrungen in einer Profiliga und erzielte in drei Partien einen Treffer für die Solar Bears. In der darauffolgenden Spielzeit stand er fast ausschließlich in der IHL im Einsatz, gab jedoch auch sein Debüt in der NHL und blieb in zwei Partien punkt- und straflos. Mit den Solar Bears gewann er am Ende der Spielzeit den Turner Cup.
In der Saison 2001/02 stand Vigier vorwiegend bei den Chicago Wolves, dem Farmteam der Atlanta Thrashers, in der American Hockey League (AHL) im Einsatz und gewann zum Saisonende mit der Mannschaft den Calder Cup. Im Folgejahr gelang es dem Angreifer seine Punkteausbeute zu steigern und in insgesamt 72 Partien 60 Scorerpunkte für die Wolves zu erzielen. Zur Saison 2003/04 fand Vigier endgültig Aufnahme in den NHL-Kader der Atlanta Thrashers und absolvierte im Saisonverlauf 70 NHL-Spiele, in denen ihm 18 Punkte gelangen. Die darauffolgende Saison verbrachte der Kanadier aufgrund des Lockouts wieder bei den Chicago Wolves und stieß mit der Mannschaft bis in die Finalspiele um den Calder Cup vor, verlor die Serie jedoch in vier Partien gegen die Philadelphia Phantoms. Nachdem der Offensivspieler in den folgenden zwei Jahren ausschließlich bei den Atlanta Thrashers in der NHL im Einsatz gestanden hatte, erhielt er im Sommer 2007 keinen neuen Vertrag in Atlanta angeboten.
Am 3. August 2007 unterzeichnete Vigier als Free Agent beim Genève-Servette HC in der Schweizer National League A (NLA). In der Saison 2007/08 erreichte er mit den Genfern erstmal den Einzug in die Playoff-Finalspiele und verlor die Serie in sechs Partien gegen die ZSC Lions. Im Saisonverlauf hatte der Kanadier zudem als Mitglied des Team Canada die 81. Auflage des prestigeträchtigen Spengler Cups gewonnen. Der Rechtsschütze lief anschließend noch eine weitere Spielzeit für den Genève-Servette HC aufs Eis. Im Juni 2009 unterschrieb Vigier schließlich einen Vertrag beim SC Bern. In der Saison 2009/10 gewann er mit den Bernern die Schweizer Meisterschaft. Im April 2011 verlängerte er seinen auslaufenden Vertrag um eine weitere Saison. Anschließend beendete er seine aktive Karriere im Sommer 2012 im Alter von 35 Jahren.

### International
Während seiner Zeit in der Schweiz war Vigier alljährlich Mitglied des Team Canada am Spengler Cup. Sein einziges Länderspiel für die kanadische Nationalmannschaft absolvierte der Stürmer im Rahmen des Deutschland Cup 2008. Beim Turniersieg der Kanadier blieb er punktlos.

## Erfolge und Auszeichnungen
| - 1999 CCHA Second All-Star Team - 1999 CCHA All-Tournament Team - 2001 Turner-Cup-Gewinn mit den Orlando Solar Bears - 2002 Teilnahme am AHL All-Star Classic - 2002 Calder-Cup-Gewinn mit den Chicago Wolves | - 2005 AHL Second All-Star Team - 2007 Spengler-Cup-Gewinn mit dem Team Canada - 2008 Schweizer Vizemeister mit dem Genève-Servette HC - 2010 Schweizer Meister mit dem SC Bern |

## Karrierestatistik
(Legende zur Spielerstatistik: Sp oder GP = absolvierte Spiele; T oder G = erzielte Tore; V oder A = erzielte Assists; Pkt oder Pts = erzielte Scorerpunkte; SM oder PIM = erhaltene Strafminuten; +/− = Plus/Minus-Bilanz; PP = erzielte Überzahltore; SH = erzielte Unterzahltore; GW = erzielte Siegtore; 1 Play-downs/Relegation; Kursiv: Statistik nicht vollständig)